# Leptosciarella sinica
Leptosciarella sinica är en tvåvingeart som beskrevs av Yang och Zhang 2003. Leptosciarella sinica ingår i släktet Leptosciarella och familjen sorgmyggor. Inga underarter finns listade i Catalogue of Life.